# Takeda Nobumitsu (1162–1248)
Takeda Nobumitsu (jap. 武田 信光; * 1162; † 7. August 1248) war Samurai-Feldherr gegen Ende der Heian-Zeit und zu Beginn der Kamakura-Zeit. Ein anderer Name von ihm ist Isawa Goro (石和五郎). Sein Grab ist in der Stadt Hokutoshi (北杜市) im Sutamachō (須玉町)-Viertel im Shinkō-ji (信光寺) zu finden. Er war das zweite Oberhaupt der Takeda von Kai.

## Rolle
Er war Kami (Vorsteher der Provinzialverwaltungsbeamten) der Provinz Izu und Shugo (Militärgouverneur) der Provinz Kai. Für seinen Beistand für die Hōjō im Shōkyū-Krieg 1221 erhielt er zusätzlich die Provinz Aki als Lehen.
Damit war er zu Lebzeiten einer der einflussreichsten Männer in Japan. Als Oberhaupt eines der Unterhäuser (Takeda sind Minamoto) des späteren Shoguns Minamoto Yoritomo war er der General, der die meisten Truppen im Genpei-Krieg für seinen Cousin Minamoto Yoritomo zur Verfügung stellte, und seine Siege als General trugen maßgeblich zur Niederlage der Taira und zur Gründung des ersten Shogunats bei. Bei einer Schlacht soll er über 50.000 Mann angeführt haben und die Festung der Taira im Sturm genommen haben. Dies sicherte wiederum den Takeda dann auch im darauffolgenden Minamoto-Shogunat eine begüterte Stellung, die ihnen später den Aufstieg zu einem der stärksten Klans in der Sengoku-Zeit erlaubte. Damit war er Begründer der Stärke der Takeda bis zu ihrem Untergang bei Reichseinigung 350 Jahre später.

## Person
Er lebte von Ende der Heian-Zeit 1162 bis in die Anfänge der Kamakura-Zeit 1248.
Man sagt, er sei ein hervorragender Reiter und Bogenschütze gewesen, was zu dieser Zeit dem Kampfstil der begüterten Buke (Anhänger des Kriegeradels) entsprach. Große stehende Heere waren noch unüblich, berittene Bogenschützen waren damit die schlagkräftigsten und teuersten Truppen auf dem Feld. Deshalb nannte man ihn einen der vier „Krieger-Könige“.

## Familie
- Vater: Takeda Nobuyoshi
- Geschwister:
  - Ichijō Tadayori (一条忠頼),
  - Itagaki Kanenobu (板垣兼信)
  - Henmi Yugi (逸見有義)
- Frau: Tochter von Nitta Yoshishige (新田義重の娘)